# Ủy ban Năm Nghị sĩ

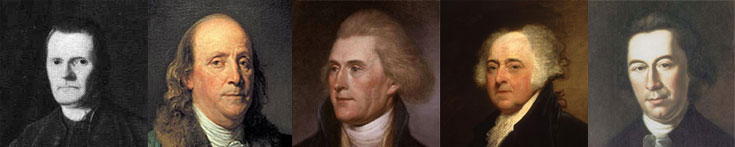
Sherman, Franklin, Jefferson, Adams, và Livingston.

Ủy ban Năm Nghị sĩ của Quốc hội Lục địa thứ hai, đã dự thảo và điều trần trước Quốc hội Lục địa của 13 bang thuộc địa Mỹ,  một văn bản Tuyên bố nền độc lập của Hoa Kỳ (13 bang thuộc địa Mỹ) ngày 4 tháng 7 năm 1776, tách khỏi Anh Quốc. Ủy ban dự thảo Tuyên ngôn độc lập Hoa Kỳ này hoạt động từ ngày 11 tháng 6 năm 1776 cho đến ngày 5 Tháng 7 năm 1776, ngày mà Tuyên ngôn được xuất bản . Ủy ban này gồm 5 ngài nghị sĩ Quốc hội Lục địa là:Thomas Jefferson, John Adams, Benjamin Franklin, Roger Sherman, và quan chưởng ấn Robert R. Livingston.